# Las Trojes, Acambay de Ruíz Castañeda
Las Trojes är en ort i Mexiko, tillhörande kommunen Acambay de Ruíz Castañeda i den västra delen av delstaten Mexiko, i den centrala delen av landet. Orten hade 290 invånare vid folkräkningen 2010.